# Dögölj meg, John Tucker
A Dögölj meg, John Tucker (eredeti cím: John Tucker Must Die) 2006-ban bemutatott amerikai-kanadai romantikus filmvígjáték, amelyet Betty Thomas rendezett. A főszerepben Brittany Snow, Jesse Metcalfe, Ashanti, Sophia Bush és Arielle Kebbel látható.
Bemutatója 2006. július 28-án volt, világszerte összesen 68,8 millió dolláros bevételt hozott 18 milliós költségvetésével szemben.

## Cselekmény
Kate (Brittany Snow) egy új lány az iskolában. Rajtakapja John Tuckert (Jesse Metcalfe), hogy egyszerre három különböző lánnyal randizik: Carrie-vel, Heatherrel és Beth-szel – egyikük sincs tisztában azzal, hogy nem ők az egyetlen lányok John szívében. Kate, akit egyedülálló anya nevelt fel, látta a fájdalmat, amit a John Tuckerhez hasonló playboyok okoztak, és nem nézi tétlenül. A három elhagyott exbarátnővel közösen tervet eszelnek ki, hogy megleckéztessék Johnt. A dolgok ritkán mennek a tervek szerint, különösen, amikor Kate kezdi azt hinni, hogy talán ő maga is beleszeret a fiúba.

## Szereposztás
| Szerep                    | Színész         | Magyar hangja (1. szinkron, 2006) |
| ------------------------- | --------------- | --------------------------------- |
| John Tucker               | Jesse Metcalfe  | Markovics Tamás                   |
| Kate Spencer              | Brittany Snow   | Haffner Anikó                     |
| Heather Montgomery        | Ashanti         | Haumann Petra                     |
| Beth McIntyre             | Sophia Bush     | Roatis Andrea                     |
| Carrie Schaeffer          | Arielle Kebbel  | Vadász Bea                        |
| Scott Tucker              | Penn Badgley    | Molnár Levente                    |
| Lori Spencer              | Jenny McCarthy  | Spilák Klára                      |
| Tommy                     | Fatso-Fasano    | Elek Ferenc                       |
| Kosárlabdaedző            | Kevin McNulty   | Pethes Csaba                      |
| Williams edzőnő           | Patricia Drake  | Gruber Zita                       |
| Helmut                    | Woody Jeffreys  | Molnár Miklós                     |
| Justin                    | Taylor Kitsch   | ?                                 |
| Jennifer                  | Amber Borycki   | ?                                 |
| Jill                      | Meghan Ory      | ?                                 |
| Holly                     | Samantha McLeod | ?                                 |
| Molly                     | Nicole LaPlaca  | ?                                 |
| People in Planes együttes | saját hangjukon | –                                 |

## Bevétel
A film premierje a Grauman's Chinese Theatre-ben volt, Betty Thomas és Arielle Kebbel részvételével. A nyitóhétvégén a film összesen 14,3 millió dolláros bevételt ért el, és ezzel a harmadik helyen végzett a hétvégi bevételi listán. A film 41,9 millió dolláros bevételt ért el az Amerikai Egyesült Államokban és Kanadában, világszerte pedig összesen 68,8 millió dollárt. A nyitóhétvégi 3. helyezés a stúdió várakozásainak felső határát súrolta. A filmet a Myspace-en intenzíven népszerűsítették a női tinédzserek körében, és a stúdió úgy vélte, hogy ez a kampány sikeres volt, mivel a nyitóhétvége közönségének 75%-a nő volt, és 68%-a 25 év alatti.

## Médiakiadás
A film DVD-n 2006. november 14-én jelent meg.